# Tinnitus Sanctus
Tinnitus Sanctus es el octavo álbum de la banda alemana de power metal Edguy, lanzado el 14 de noviembre de 2008 a través de Nuclear Blast. 

## Historia
El álbum fue titulado "Tinnitus Sanctus" y Tobias Sammet dijo: 
"El título sólo se refiere a la pared de sonido que tendrá. Seamos modestos: Tenemos once canciones extraordinarias y este nuevo álbum va a ser nuestro boleto para el Salón de la Fama junto con Led Zeppelin, Black Sabbath y AC/DC. No va ser un álbum como los anteriores, no es el "legado de Mandrake parte 2" y no es un pequeño hermano de Rocket Ride bien. ¡Se trata de un nuevo álbum y hemos establecido fuera a los nuevos horizontes una vez más! Los sonidos realmente amplios, muy frescos, pesados y metaleros. Hemos mantenido nuestras marcas y todavía hay muchos de los elementos que son diferentes a cualquier cosa que hayamos hecho antes. Sé lo que algunas personas pueden pensar, porque se adelantan tanto y dicen que este disco va triunfar tanto, bueno nosotros creemos que es nuestro mejor disco y seguro va triunfar, solo esperamos a que salga a la venta y que nuestros fans lo valoren".

## Lista de canciones
1. "Ministry Of Saints"
2. "Sex Fire Religion"
3. "The Pride Of Creation"
4. "Nine Lives"
5. "Wake Up Dreaming Black"
6. "Dragonfly"
7. "Thorn Without A Rose"
8. "929"
9. "Speedhoven"
10. "Dead Or Rock"
11. "Aren't You A Little Pervert Too?"

### Bonus CD
Todas las canciones fueron grabadas en Los Ángeles, California.
1. "Catch of the Century" - 5:14
2. "Sacrifice" - 8:24
3. "Babylon" - 7:29
4. "Lavatory Love Machine" - 4:42
5. "Tears of a Mandrake" - 7:42
6. "Vain Glory Opera" - 6:26
7. "Superheroes" - 3:24
8. "Fucking With Fire (Hair Force One)" - 4:37
9. "Avantasia" - 6:58
10. "King of Fools" - 5:25

## Integrantes
- Tobias Sammet - voz
- Jens Ludwig - guitarra
- Dirk Sauer - guitarra
- Tobias Exxel - bajo
- Felix Bohnke - batería